# Elizabeth Cavendish
Pour les articles homonymes, voir Cavendish.
Elizabeth Cavendish, Duchesse du Devonshire (née Elizabeth Christiana Hervey, puis Lady Elizabeth Foster), (13 mai 1759 – 30 mars 1824) est une écrivaine anglaise et l'amie proche de la duchesse Georgiana Cavendish. Elizabeth supplante la duchesse en obtenant l'affection du duc puis en se mariant plus tard avec lui.

## Biographie

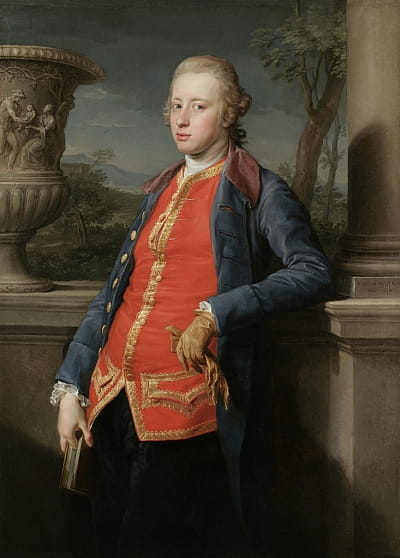
Le second mari d'Elizabeth Hervey avec qui elle vit à partir de 1782 : William Cavendish, 5e Duc du Devonshire

Elizabeth Christiana Hervey est la fille de Frederick Hervey, 4e comte de Bristol, et est connu familièrement sous le nom de « Bess ». Elle naît dans une petite maison à Horringer, dans le Suffolk, en Angleterre.
Elle se marie en 1776 avec l'irlandais John Thomas Foster (né en 1747). Il est le cousin des frères John Foster dernier porte-parole de l’Irish House of Commons, et William Foster (cardinal).
Lorsque son père obtient le titre de comte en 1779, elle devient Lady Elizabeth Foster.
Les Foster ont trois enfants, deux garçons, Frederick (3 octobre 1777 - 1853) et Augustus John Foster (décembre 1780 - 1848), et une fille, Elizabeth, qui naît prématurément le 17 novembre 1778 et qui ne vit que 8 jours. Le couple vit (après 1779) avec les parents d'Elizabeth à Ickworth House, la maison familiale de Bristol.
Le couple se sépare au bout de cinq ans, probablement car Foster avait une aventure avec une servante. Foster obtient la garde des enfants et ne les autorise pas à voir leur mère pendant 14 ans.
Bess rencontre le duc et la duchesse du Devonshire à Bath en mai 1782 et devient rapidement la meilleure amie de Georgiana Cavendish. Elle vit à partir de ce moment un ménage à trois avec Georgiana et son mari William Cavendish pendant 25 ans. Elle porte deux enfants du duc, un fils, Augustus, et une fille, Caroline St. Jules, enfants qui sont élevés à la Devonshire House avec les enfants légitimes du duc par Georgiana. Avec la bénédiction de Georgiana, et trois ans après sa mort, elle se marie avec le duc en 1809.
Bess est réputée avoir eu plusieurs aventures avec différents hommes dont le cardinal Ercole Consalvi, John Sackville, 3e duc de Dorset, le comte Hans Axel de Fersen, Charles Lennox, 3e duc de Richmond, et Valentine Richard Quin, 1er comte de Dunraven.
Il semble que Bess ait eu un enfant illégitime avec Quin, enfant qui deviendra le médecin Frederic Hervey Foster Quin.
Quin se joint à Elizabeth pendant son voyage médical à Rome en décembre 1820, et reste avec elle dans la ville jusqu'à sa mort en mars 1824.
Lady Elizabeth Foster est l'arrière-arrière-arrière-grand-mère d'Anna Wintour du magazine Vogue.

## Carrière littéraire

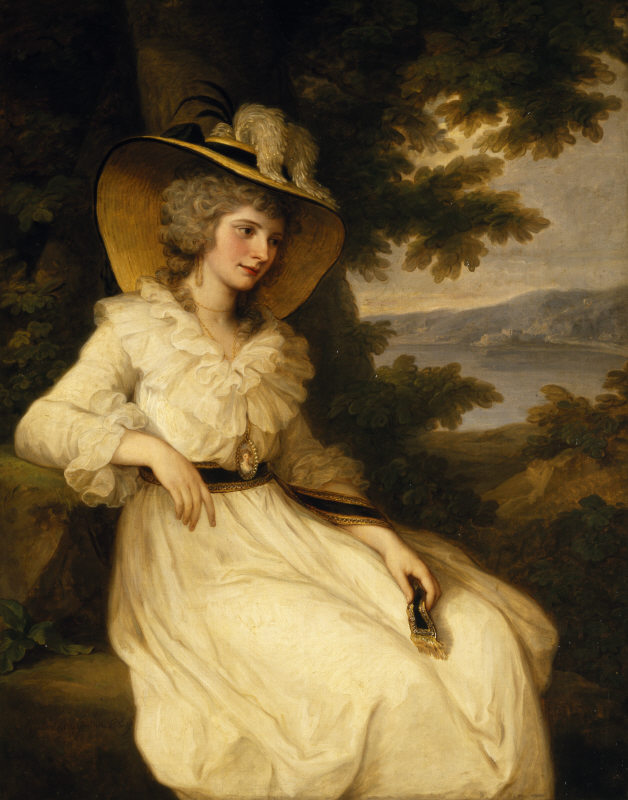
Lady Elizabeth Christiana Hervey
Angelica Kauffmann, 1785-1787
Ickworth, Suffolk

Lady Elizabeth est une amie de l'écrivaine française Germaine de Staël avec qui elle correspond dès 1804.
Elizabeth Cavendish écrit sept romans dans sa vie : Melissa and Marcia, or the Sisters. A Novel; Louisa; The History of Ned Evans; The Church of St. Siffrid; The Mourtray Family. () A Novel; Julia (qui n'est jamais publié); et Amabel; or, Memoirs of a Woman of Fashion. Ce dernier roman est le seul publié sous son nom de son vivant, bien qu'il n'apparaisse pas sur la couverture mais dans les dédicaces. Les autres romans sont publiés anonymement.

## Enfants
Avec John Thomas Foster:
- Frederick (3 octobre 1777 - 1853)
- Elizabeth (17 novembre 1778 - 25 novembre 1778)
- Augustus (décembre 1780 - 1848)

Avec William Cavendish (avant leur mariage):
- Caroline Rosalie Adelaide (1785–1830), qui se mariera avec George Lamb
- Sir Augustus Clifford (1788–1877)

## Titres
- Miss Elizabeth Hervey (1759 — 1776)
- Mrs John Foster (1776 — 1779)
- The Lady Elizabeth Foster (1779 — 1809)
- Her Grace The Duchess of Devonshire (1809 — 1824)

## Sources
- (en) Cet article est partiellement ou en totalité issu de l’article de Wikipédia en anglais intitulé « Elizabeth Cavendish, Duchess of Devonshire » (voir la liste des auteurs).